# اسب‌شتری‌ها
اسب‌شتری‌ها (نام علمی: Hippocamelus) نام یک سرده از زیرخانواده گوزنیان جهان جدید است.